# Forekmodok
Forekmodok is een bestuurslaag in het regentschap Belu van de provincie Oost-Nusa Tenggara, Indonesië. Forekmodok telt 1108 inwoners (volkstelling 2010).